# Ácido sórbico
O Ácido sórbico, ou ácido Ácido 2,4-hexadienóico, é um composto orgânico encontrado na natureza e utilizado como conservante alimentar. É um sólido incolor, pouco solúvel na água e facilmente sublimável. Foi isolado pela primeira vez a partir dos frutos imaturos da sorveira ou tramazeira (Sorbus aucuparia), de onde provém seu nome.

## Produção
O processo tradicional de síntese do ácido sórbico envolve a condensação do ácido malônico com o trans-butenal. Pode também ser preparado a partir de ácidos hexadienóicos obtidos pela reação do cloreto de alila, acetileno e monóxido de carbono catalisada pelo níquel. O processo utilizado pela indústria utiliza o crotonaldeído e a cetena. São produzidas aproximadamente 30.000 toneladas anualmente.

## História
O ácido sórbico foi isolado em 1859 pela destilação do óleo de tamazeira por A.W. von Hofmann.  Este procedimento fornece a lactona do ácido sórbico, que foi subsequentemente convertida ao ácido sórbico por hidrólise. Suas propriedades antimicrobianas foram descobertas nas décadas de 1930 e 1940 e seu uso comercial propagou-se nas décadas de 1940 e 1950. A partir dos anos 80, o ácido sórbico e seus sais, os sorbatos, passaram a ser utilizados em conservas de carnes como inibidores do Clostridium botulinum, para reduzir a necessidade do uso de nitritos que podem dar origem às carcinogênicas nitrosaminas.

## Conceito e identificação
O ácido sórbico e o seu sal de potássio mais solúvel, o sorbato de potássio, estão considerados entre os conservantes mais versáteis e seguros de hoje em dia, por serem inibidores altamente eficientes contra os microrganismos mais comuns responsáveis pela degradação dos alimentos. O ácido sórbico apresenta-se como grânulos brancos cristalinos que fluem livremente, com um odor ligeiro que é característico. É levemente solúvel em água (0.25g/100 a 30 °C), e completamente solúvel em álcool. Os sorbatos são os sais de ácido sórbico, sorbato de potássio e sorbato de cálcio, frequentemente utilizados. O sorbato de potássio tem uma cor branca, flui livremente, tem a forma de bolinhas obtidas por extrusão ou contas esféricas com um odor suave, característico. É muito solúvel em água, e ligeiramente solúvel em álcool. O ácido sórbico é apenas moderadamente solúvel em água quente.
Esses conservantes são utilizados actualmente numa vasta variedade de aplicações na indústria alimentar e das bebidas, incluindo o pão e outros produtos de padaria, produtos lácteos, geléias, xaropes, vinhos e outras bebidas. Devido à alta estabilidade do ácido sórbico e dos sorbatos a temperaturas elevadas (ponto de fusão de 134 °C, ponto de ebulição de 228 °C), ambos podem ser utilizados em alimentos aquecidos sem quaisquer problemas.

## Aplicações e usos
É muito utilizado na indústria de alimentos, evitando o crescimento de micro-organismos, tais como fungos e leveduras.